# أمل صيام
أمل محمد هرماس (14 ديسمبر 1962 في غزة - ) داعية إسلامية فلسطينية شغلت منصب وزيرة شؤون المرأة في الحكومة الفلسطينية الحادية عشر.

## النشأة والتحصيل العلمي
وُلدت أمل محمد الشيخ محمود هرماس في غزةفي 14 ديسمبر 1962. وهي حاصلة على شهادة الماجستير في الدراسات الإسلامية من جامعة القدس، وشهادة الدكتوراه في الفقه الإسلامي وقضايا المرأة عام 2015. تقيم مع زوجها في مدينة بيت لحم.
والدها أحد مؤسسي الجامعة الإسلامية في غزة، وخطيب المسجد الأقصى.

## الحياة العملية
أدت أمل هرماس اليمين الدستورية وزيرةً لشؤون المرأة ضمن الحكومة الفلسطينية الحادية عشر المعروفة باسم حكومة الوحدة الوطنية برئاسة إسماعيل هنية في 17 مارس 2007، واستمرت حتى 14 يونيو 2007.